# Hernando Arias de Saavedra
Hernando Arias de Saavedra, noto anche come Hernandarias (Asunción, 10 settembre 1561 – Santa Fe, 1634), è stato un militare e politico spagnolo di origine creola.
Si trattò della prima persona nata in America a diventare governatore di una colonia europea nelle Americhe.

## Gioventù
Hernandarias nacque ad Asunción, in Paraguay, come figlio illegittimo di María de Sanabria e Martín Suárez, ufficiale del gruppo di Álvar Núñez Cabeza de Vaca. Aveva anche una sorella, Juana de Saavedra, che in seguito sposò Juan de Garay, padre di Jerónima de Contreras. I nonni materni erano Diego de Sanabria e Mencia Calderón de Sanabria, appartenenti a ricche famiglie del Paraguay. Iniziò la propria carriera militare fin da giovanissimo, partecipando all'esplorazione ed alla conquista del territorio che oggi forma Paraguay ed Argentina. Il suo talento da ufficiale militare e da amministratore lo portarono ad essere nominato Tenente Governatore di Asunción nel 1592. La nomina fu decisa da Juan Ramírez Velasco, e ricoprì il ruolo per tre mandati. Nonostante stesse accusando molti ufficiali spagnoli e peruviani di corruzione, riguardo ad Hernandarias il nuovo governatore Diego Rodríguez Valdés Vanda y Lugarteniente scrisse:
(Vicente Fidel López, Manual de Historia Argentina)
Nello stesso periodo il fratellastro Hernando de Trejo fu nominato vescovo della diocesi di Asunción.

## Governatore di Buenos Aires
Nel 1596 fu eletto tenente governatore della provincia del Río de la Plata, compresa Buenos Aires. Nel 1597, a causa della morte del governatore Valdés Vanda, Filippo II ordinò al capitano Francisco de Barraza di nominare il successore.  Hernandarias fu eletto all'unanimità dal caudillo di Asuncion. Hernandarias ricoprì tre volte il ruolo di governatore: 1597-1599, 1602-1609 e 1615-1617. Hernandarias attuò molte iniziative per stimolare la crescita di quella che allora era una piccola città portuale. Tra le sue azioni vi furono la creazione delle prime scuole primarie, dei primi forni per la costruzione di mattoni al fine di sostituire l'uso dell'adobe come materiale edilizio, e la ricostruzione di una fortezza per proteggere la città dai pirati. In seguito alla cattura di due navi ancorate da parte di corsari inglesi il 18 marzo 1607, ordinò la costruzione di un forte più grande alla foce del Matanza nei pressi dell'odierna Vuelta de Rocha. Attuò anche contromisure per combattere il contrabbando causato dal divieto di importazione, esportazione e della tratta atlantica degli schiavi africani. Mentre era governatore di Buenos Aires, Hernandarias fece partire numerose spedizioni, tra cui alcune in Uruguay e Brasile per bloccare i bandeirantes portoghesi, per esplorare la Patagonia, per studiare la navigabilità dei fiumi e per trovare la mitica Città dei Cesari. Alla fine, nel 1604, fu catturato dai nativi Mapuche circa 1000 km a sud di Buenos Aires, ma riuscì a fuggire.
Nel 1603 Hernandarias cambiò i regolamenti riguardo ai lavoratori nativi americani, dando il via alla conclusione dei sistemi della mita e della encomienda, grazie ai quali l'impero spagnolo godeva dei frutti del lavoro indiano in cambio della loro conversione al Cattolicesimo. Questa sua riforma fu approvata da Filippo III di Spagna, e nel 1608 iniziò la costruzione delle Riduzioni gesuite e francescane nella regione di Guayrá (oggi Paraguay). Nel 1611 il giudice in visita Francisco de Alfaro ordinò l'emancipazione di tutti i nativi che lavoravano nelle encomienda convertiti dai gesuiti con il suo famoso Ordenanzas de Alfaro.

## Cattedrale di Buenos Aires
Hernandarias fu coinvolto direttamente nello spostamento della cattedrale di Buenos Aires nel 1603. Nel 1616 si notò che il tetto della chiesa si stava deteriorando e, nel corso delle riparazioni, la chiesa crollò. Nel 1618 Hernandarias guidò gli sforzi per la costruzione della Cattedrale Metropolitana di Buenos Aires. Lavorando col carpentiere Pascual Ramírez, Hernandarias garantì un rifornimento di legno dal Paraguay e forza lavoro da parte di spagnoli e nativi convertiti al Cristianesimo. Riguardo alla costruzione della cattedrale, Hernandarias scrisse in una lettera successiva:
(Carlos Horacio Bruzera, Catedral de Buenos Aires)

## Decreti ufficiali
Il 7 settembre 1614 Hernandarias fu nominato governatore di Buenos Aires per la terza ed ultima volta, ed assunse l'incarico il 29 maggio 1615. Introdusse l'idea di dividere il distretto del Río de la Plata in due: la provincia di Buenos Aires e la provincia del Paraguay, compresi gli insediamenti di Asunción, Santiago de Jerez, Villa Rica e Ciudad Real. Nonostante fosse stata ordinata nel 1617, la divisione aveva bisogno dell'approvazione del re che giunse solo nel 1618, e non fu attuata prima del 1620. Dopo il termine di questo mandato nel 1617, il suo successore fu Diego de Góngora.
Riguardo alla propria vita privata, sposò Jerónima de Contreras da cui ebbe tre figlie: Gerónima, Isabel e María. Hernandarias si ritirò a Santa Fe dove morì nel 1634, all'età di 72 anni. Il suo corpo e quello della moglie furono sepolti nel convento di San Francisco a Santa Fe.

## Riconoscimenti
L'importanza di Hernandarias sullo sviluppo del Paraguay e dell'Argentina viene ricordata tramite la creazione del distretto di Hernandarias del Paraguay, della città di Hernandarias nel distretto del Paraná, e del tunnel sottofluviale Hernandarias in Argentina.